# Unidentified Black Males
"Unidentified Black Males" je 61. epizoda HBO-ove televizijske serije Obitelj Soprano i deveta u petoj sezoni serije. Napisali su je Matthew Weiner i Terence Winter, režirao Tim Van Patten, a originalno je emitirana 2. svibnja 2004.

## Radnja
Tony primjećuje da je Tony Blundetto ozlijedio nogu, za što ovaj okrivi napad nekih crnaca. Igrajući golf s Johnnyjem Sackom, Tony saznaje da je čovjek koji je ubio Joeyja Peepsa šepao. To otkriće umalo ne navede Tonyja da doživi još jedan od svojih napadaja panike. Tony se suočava sa svojim rođakom, a Tony B., nakon negiranja umiješanosti, zahtijeva više odgovornosti i mogućnosti zarade. Tony mu udovoljava. Christopher zatim izrazi svoju frustraciju i ljubomoru pred Adrianom, koja se zatim javlja agentici Sanseverino.
Na sprovodu Joeyja Peepsa, atmosfera je napeta, a najmanje zbog toga što su mu mafijaši koji su se pobrinuli za nadgrobni spomenik pogrešno ispisali ime. Johnny Sack, iznimno ljut zbog ubojstva svoga štićenika, sumnja u umiješanost Tonyja Blundetta. Tony izmisli alibi za rođaka, što Sack nevoljko prihvaća nakon što ga je upozorio o posljedicama njegova laganja. I Sack i Little Carmine spremaju se za sukob.  
Meadow i njezin dečko, Finn De Trolio svađaju se gdje će provesti ljeto, što izaziva tenzije u njihovoj vezi. Tony sređuje Finnu lažni posao na gradilištu, gdje upoznaje mnoge članove zločinačke obitelji Soprano. Isprva se slaže s njima, ali mu zasmeta dodvoravanje zbog njegove veze s Meadow, odnosno povezanosti s Tonyjem. Sljedećeg jutra, Finn dolazi rano na posao i uhvati Vita Spataforea kako oralno zadovoljava zaštitara u Jeep Cherokeeu. Kasnije tog dana, Vito poziva Finna na utakmicu New York Yankeesa, te ga zastraši kako bi ovaj pristao. Nesiguran u Vitove namjere, te zabrinut da bi mogao biti ubijen, Finn odlučuje napustiti područje New Jerseyja. To izaziva dugu i žestoku svađu s Meadow, koja odbacuje njegove strahove od nasilja te ga optuži da joj je nedovoljno posvećen. Iscrpljen, Finn je zaprosi u četiri ujutro.
Na traumatičnoj seansi kod dr. Melfi, Tony otkriva kako su se njegovi napadaji panike vratili, a ona otkriva da su razlog za njih njegov rođak Tony B. On priznaje što je radio u noći kad je Blundetto uhićen. Njegova priča o tome kako su ga pretukli crnci bila je laž kojom je prikrio napadaj panike izazvan svađom sa svojom majkom, Liviom. Tony shvaća kako nije poravnao račune s rođakom nego umirivao vlastitu krivnju i sramotu.
Carmela se čini spremnom vratiti se svojem otuđenom mužu nakon njihove avanture nakon rođendanske zabave njezina oca, ali je on izbjegava pa ona odlučuje ustrajati s razvodom. Tony se razljuti i zakune se kako neće dobiti njegov novac. Nakon kontaktiranja nekoliko odvjetnika, Carmela shvaća da ju je Tony izmanevrirao na pravnom polju, ostvarivši kontakt sa svima što njih čini etički obvezanim prema njemu. Gledajući kroz prozor kako se Tony mirno izležava u bazenu, oči joj se napune suzama, dok istodobno razgovara s Meadow koja joj javlja za zaruke s Finnom. Meadow njezine suze shvaća kao radosnice.

## Glavni glumci
- James Gandolfini kao Tony Soprano
- Lorraine Bracco kao dr. Jennifer Melfi
- Edie Falco kao Carmela Soprano
- Michael Imperioli kao Christopher Moltisanti
- Dominic Chianese kao Corrado Soprano, Jr. *
- Steven Van Zandt kao Silvio Dante
- Tony Sirico kao Paulie Gualtieri
- Robert Iler kao A.J. Soprano
- Jamie-Lynn Sigler kao Meadow Soprano
- Aida Turturro kao Janice Soprano *
- Drea de Matteo kao Adriana La Cerva
- Vincent Curatola kao Johnny Sack
- John Ventimiglia kao Artie Bucco
- Steve Buscemi kao Tony Blundetto

* samo potpis

### Gostujući glumci
| - Ray Abruzzo kao Little Carmine - Nick Annunziata kao Eddie Pietro - Joel Blum kao golfer - Denise Borino kao Ginny Sacrimoni - Angel Caban kao Louie Ramos - Chris Caldovino kao Billy Leotardo - Carl Capotorto kao Little Paulie Germani - Max Casella kao Benny Fazio - Sid Davidoff kao Lee Nieman - William DeMeo kao Jason Molinaro - Demo DiMartile kao konobar - Allison Dunbar kao Nicole Lupertazzi - Andrew Eisenman kao svećenik - Hilary Flynn kao Josette - Robert Funaro kao Eugene Pontecorvo - Joseph R. Gannascoli kao Vito Spatafore | - Paula Garcés kao Felicia Galan - Dan Grimaldi kao Patsy Parisi - Will Janowitz kao Finn De Trolio - Bruce Kronenberg kao Todd Herman - Jackson Loo kao Dale - Jeffrey M. Marchetti kao Petey - Joe Moretti kao zaštitar - Arthur Nascarella kao Carlo Gervasi - Aleksa Palladino kao Alex - Joe Santos kao Angelo Garepe - Tony Siragusa kao Frankie Cortese - T. Colby Trane kao tip - Frankie Valli kao Rusty Millio - Maureen Van Zandt kao Gabriella Dante - Frank Vincent kao Phil Leotardo - Karen Young kao agentica Sanseverino |

## Glazba
- Tijekom odjavne špice svira "If I Were a Carpenter" Bobbyja Darina.

## Naslovna referenca
- Tony krivi crnce za pljačku u noći kad je Tony B. uhićen.
- Tony B. krivi crnačku bandu za svoju ozljedu noge.
- Nakon što Eugene razbije bocu o glavu Little Paulieja, dogovaraju se da će za to okriviti neke neidentificirane crnce ("Mislim da sam vidio nekoliko crnčuga kako trče u onom smjeru").
- Kad Meadow priča Finnu o smrti Jackieja Aprilea Jr., ponavlja lažnu priču da su ga ubili tamnoputi dileri droge.

## Poveznice s prijašnjim epizodama
- Finn je ranije bio uključen u čudnu diskusiju o homoseksualnosti kad su on i Meadow branili homoerotske interpretacije romana Hermana Melvillea Billy Budd pred Tonyjem i Carmelom tijekom večere u epizodi "Eloise".
- Christopher je u epizodi četvrte sezone "No Show" otpjevao nekoliko riječi iz "If I Were a Carpenter", počevši s uvodnim stihom "If I were a carpenter, and you were a douche bag..."

## Produkcija
- Joseph R. Gannascoli osmislio je ideju o Vitu kao homoseksualnom mafijašu nakon što je čitao o članu zločinačke obitelji Gambino koji je bio gay te mu je pošteđen život jer je donosio velike prihode. Kasnija inspiracija za scenariste došla je 2003. kad je član Cosa Nostre svjedočeći na sudu otkrio da je 1992. izvršni šef obitelji DeCavalcante, John "Johnny Boy" D'Amato, ubijen od strane svojih podređenih jer se upuštao u homoseksualne činove.[1]

## Vanjske poveznice
- Unidentified Black Males u internetskoj bazi filmova IMDb-a